# Spencer Gordon Bennet
Spencer Gordon Bennet (* 5. Januar 1893 in Brooklyn, New York City, New York; † 8. Oktober 1987 in Santa Monica, Kalifornien) war ein US-amerikanischer Regisseur.

## Karriere
Bennets Karriere erstreckte sich vom Stummfilm bis in die 1960er-Jahre, wobei er vor allem auf B-Movies und Serials spezialisiert war. Daher war er auch als „The Serial King“ und „The King of Serial Directors“ bekannt. Einer seiner bekanntesten Filme ist Batman and Robin aus dem Jahr 1949. Im Jahr 1948 führte er auch Regie beim Serial Superman, der ersten Superman-Verfilmung. Bennet inszenierte insgesamt über 120 Filme beziehungsweise Serials, produzierte acht Filme und trat in vier Filmen als Schauspieler auf.
Seine Tochter Harriet Bennet (1920–2006) trat gelegentlich als Schauspielerin auf.

## Filmografie (Auswahl)
- 1925: Der Polizeispitzel von Chicago (The Green Archer), nach Der grüne Bogenschütze von Edgar Wallace
- 1926: Die Opiumhöhle von Hawaii (The House Without a Key)
- 1932: The Last Frontier
- 1934: The Oil Raider
- 1943: Haruschi - Sohn des Dr. Fu Man Chu (G-Men vs. The Black Dragon) (Serial, 15 Folgen)
- 1943: The Masked Marvel (Serial, 12 Folgen)
- 1944: The Tiger Woman (Serial, 12 Folgen)
- 1944: Der Rächer mit der Maske (Zorro's Black Whip)
- 1945: The Purple Monster Strikes (Serial, 15 Folgen)
- 1948: Superman
- 1948: Congo Bill (Serial)
- 1949: Batman and Robin (Serial, 15 Folgen)
- 1949: Bruce Gentry – Daredevil of the Skies (Serial, 15 Folgen)
- 1950: Atom Man vs. Superman
- 1951: Captain Video: Master of the Stratosphere
- 1953: Retter von Tulonga (Savage Mutiny)
- 1959: Auf U-17 ist die Hölle los (The Atomic Submarine)
- 1965: Der schnellste Colt von River Falls (Requiem for a Gunfighter)
- 1965: Colorado Saloon 12 Uhr 10 (The Bounty Killer)
- 1966: Sakima and the Masked Marvel